# Pleospora delicatula
Pleospora delicatula är en svampart som tillhör divisionen sporsäcksvampar, och som först beskrevs av (Jacob) Tycho (Conrad) Vestergren, och fick sitt nu gällande namn av Lewis Edgar Wehmeyer. Pleospora delicatula ingår i släktet Pleospora, och familjen Pleosporaceae. Arten är reproducerande i Sverige.